# بنگور (کالیفرنیا)
بنگور (به انگلیسی: Bangor) یک منطقهٔ مسکونی در ایالات متحده آمریکا است که در شهرستان بیوت، کالیفرنیا واقع شده‌است. بنگور ۳۴٫۷۷ کیلومتر مربع مساحت و ۶۴۶ نفر جمعیت دارد و ۲۳۲ متر بالاتر از سطح دریا واقع شده‌است.